# ماري هيلين أرنو
ماري-هيلين فرانسواز أرنو (بالفرنسية: Marie-Hélène Arnaud)‏ (24 سبتمبر 1934 - 6 أكتوبر 1986) عارضة أزياء وممثلة فرنسية، عملت كعارضة لدار الأزياء شانيل الفرنسية، وكانت «وجه شانيل» في عقد 1950 , كما أنها دخلت مجال آخر كممثلة.

## حياتها
ولدت أرنو في 24 سبتمبر 1934 في مونتمورنسي في الضواحي الشمالية لباريس. خلال فترة عملها كعارضة وممثلة كانت لها علاقات رفيعة المستوى مع الممثل روبرت حسين, ومنتج الفيلم سام سبيجيل، وكان مرتبطا بالسياسي الفرنسي جورج بومبيدو, الكاتب والسياسي أندريه مالروس. عثر عليها ميتة في حمامها في 6 أكتوبر 1986 في باريس، فرنسا، مع سبب الوفاة غير معروف، ودفنت في مونشي-هوميرس، بالقرب من استريس سان دوني.

## روابط خارجية
- ماري هيلين أرنو على موقع IMDb (الإنجليزية)
- ماري هيلين أرنو على موقع روتن توميتوز (الإنجليزية)
- ماري هيلين أرنو على موقع ألو سيني (الفرنسية)
- ماري هيلين أرنو على موقع تيرنر كلاسيك موفيز (الإنجليزية)
- ماري هيلين أرنو على موقع أول موفي (الإنجليزية)
- ماري هيلين أرنو على موقع قاعدة بيانات الأفلام السويدية (السويدية)
- ماري هيلين أرنو على موقع قاعدة بيانات الفيلم (الإنجليزية)
- ماري هيلين أرنو على موقع كينوبويسك (الروسية)
- ماري هيلين أرنو في روتن توميتوز.